# Thierry Correia
Thierry Rendall Correia (ur. 9 marca 1999 w Amadorze) – portugalski piłkarz kabowerdeńskiego pochodzenia występujący na pozycji obrońcy w hiszpańskim klubie Valencia oraz w reprezentacji Portugalii do lat 21. Wychowanek Damaiense, w trakcie swojej kariery grał także w Sportingu CP.